# Рилск
Рилск (на руски: Рыльск) е град в Русия, административен център на Рилски район, Курска област.

## География
Градът е разположен в десния бряг на река Сейм, част от водосборния басейн на Днепър, на 124 километра от град Курск. В града има едноименна железопътна гара, на еднопътното, неелектрифицирано разклонение Коренево – Рилск – Конотоп.
Населението на града е 15 667 души според преброяването през 2010 година и 16 163 жители към 2014 г.

## Произход и название
Според една от местните легенди градът е кръстен на Св. Иван Рилски, въпреки че светецът никога не е посещавал Русия. Така след смъртта му, български монаси, гонени от Византия са принудени да избягат от България. Те вземат със себе си частица от мощите на светеца — неговата дясна ръка. Пристигат в Русия и основават руският Рилски манастир. Постепенно около него възниква градът Рилск, а близката река била наречена Рило.

## Забележителности
В Рилск все още са се запазили няколко десетки жилищни и административни здания от XVIII-XIX век. Най-добрите архитектурни образци са Покровския събор (1822), Успенския събор (1811) и Вознесенската църква (1866). В покрайнините на града е разположен Николаевския манастир, с 3 църкви от XVIII век.
В града има етнографски музей, основан в 1919 г. Музеят притежава богата колекция от предмети на изкуството, предадени му от национализираните дворянски имения от бившия Рилски уезд.

## Вътрешни препратки
1. ↑  Информационные материалы о предварительных итогах Всероссийской переписи населения 2010 года